# 中国法学会宪法学研究会
中国法学会宪法学研究会，又简称为中国宪法学会，是隶属于中国法学会的下属研究机构，也是国际宪法学协会（International Association of Constitutional Law）的团体会员。
中国宪法学会于1985年10月成立，到现在已经召开五届。第一届总干事为王叔文。现任会长为韩大元。